# Donald Cook (acteur)
Pour les articles homonymes, voir Donald Cook.
Donald Cook (né le 26 septembre 1901 à Portland dans l'Oregon aux États-Unis et mort le 1er octobre 1961 à New Haven dans le Connecticut) est un acteur américain. Il est le premier acteur à avoir interprété le célèbre détective Ellery Queen au grand écran, en 1935.  

## Filmographie
- 1930 : Roseland
- 1931 : Déloyale (Unfaithful) de John Cromwell  : Terry Houston
- 1931 : L'Ennemi public (The Public Enemy) de William A. Wellman : Mike Powers
- 1931 : Party Husband (en) de Clarence G. Badger : Horace Purcell
- 1931 : Le Beau Joueur (Smart Money) d'Alfred E. Green
- 1931 : Side Show de Roy Del Ruth : Joe Palmer
- 1931 : Le Génie fou (The Mad Genius), de Michael Curtiz : Fedor Ivanoff
- 1931 : La Fille de l'enfer (Safe In Hell) de William A. Wellman : Carl Bergen, dit Carl Erickson
- 1932 : L'Homme qui jouait à être Dieu (The Man who played God) de John G. Adolfi : Harold Van Adam
- 1932 : The Heart of New York : Milton
- 1932 : The Trial of Vivienne Ware : John Sutherland
- 1932 : Les Conquérants (The Conquerors) : Warren Lennox
- 1932 : Un meurtre chez les pingouins (Penguin Pool Murder) de George Archainbaud : Philip Seymour
- 1932 : Frisco Jenny de William A. Wellman : Dan Reynolds
- 1933 : Private Jones : Lt. John Gregg
- 1933 : Le Baiser devant le miroir  (The Kiss Before the Mirror) de James Whale
- 1933 : The Circus Queen Murder : Sebastian
- 1933 : Le Baiser devant le miroir (The Kiss Before the Mirror), de James Whale : L'amant de Maria
- 1933 : Jennie Gerhardt de Marion Gering : Lester Kane
- 1933 : The Woman I Stole : Corew
- 1933 : Liliane (Baby Face), d'Alfred E. Green : Ned Stevens
- 1933 : Brief Moment : Franklin Deane
- 1933 : Fury of the Jungle : « Lucky » Allen
- 1933 : Fog : Wentworth Brown
- 1933 : The World Changes : Richard Nordholm
- 1934 : Long Lost Father : Bill Strong
- 1934 : The Ninth Guest de Roy William Neill : Jim Daley
- 1934 : Viva Villa ! de Jack Conway : Don Felipe de Castillo
- 1934 : Whirlpool : Bob Andrews
- 1934 : The Most Precious Thing in Life de Lambert Hillyer : Bob Kelsey
- 1934 : Jealousy :'Mark Lambert
- 1934 : Fugitive Lady : Jack Howard
- 1935 : Bas le masque (Behind the Evidence) de Lambert Hillyer : Ward Cameron
- 1935 : La Chanson de la jeunesse (The Night Is Young) de Dudley Murphy : Toni Berngruber
- 1935 : Gigolette (film, 1935) (en) : Gregg Emerson
- 1935 : Un drame au casino (The Casino Murder Case) de Edwin L. Marin : Lynn Llewellyn
- 1935 : Motive for Revenge : Barry Webster
- 1935 : Murder in the Fleet : Lt. Cmdr. David Tucker
- 1935 : Here Comes the Band : Don Trevor
- 1935 : Ladies Love Danger (en) de H. Bruce Humberstone : Tom Lennox
- 1935 : The Spanish Cape Mystery : Ellery Queen (personnage)
- 1935 : Confidential : Agent Dave Elliott
- 1935 : The Calling of Dan Matthews de Phil Rosen : Blair
- 1936 : The Leavenworth Case de Lewis D. Collins : Dr. Truman Harwell
- 1936 : Ring Around the Moon : Ross Graham
- 1936 : The Girl from Mandalay (en) : Kenneth Grainger
- 1936 : Show Boat, de James Whale : Steve Baker
- 1936 : Ellis Island : Gary Curtis
- 1936 : Can This Be Dixie? : Longstreet Butler
- 1936 : Beware of Ladies : George Martin
- 1937 : Two Wise Maids : Bruce Arnold
- 1937 : Circus Girl : Charles Jerome
- 1943 : Freedom Comes High : Le Capitaine
- 1944 : Murder in the Blue Room : Steve Randall
- 1944 : Cavalcade musicale (Bowery to Broadway) de Charles Lamont  : Dennis Dugan
- 1945 : Deux Nigauds au collège (Here Come the Co-eds) de Jean Yarbrough : Larry Benson
- 1945 : Patrick the Great : Pat Donahue, Sr.
- 1945 : Blonde Ransom : Duke Randall
- 1950 : Celle de nulle part (Our Very Own) : Fred Macaulay
- 1953 : ABC Album (série TV) : Host (épisodes inconnus)
- 1959 : Too Young to Go Steady (série TV) : Tom Blake